# Луото, Лаури
Лаури Луото (настоящее имя Бруно Шёгрен (фин. Bruno Väinö Sjögren), в документах НКВД — Вяйнё Филимонович Шёгрен) (10 августа 1886, дер. Эвяярви, Великое княжество Финляндское — 9 февраля 1938, Петрозаводск, Карельская АССР) — финский и советский писатель, драматург, член Союза писателей Карелии.

## Биография
Бруно Шёгрен родился в 1886 году в Финляндии, в деревне Эвяярви (фин. Eväjärvi) волости Лянгельмяки (фин. Längelmäki) провинции Хяме, в крестьянской семье.
В начале 1900-х годов уехал в США, где работал лесорубом и шахтёром, но затем вернулся в Финляндию и занялся сельским хозяйством. Принимал участие в финляндской революции и гражданской войне 1918 года на стороне красных. После поражения «красных финнов» бежал в Советскую Россию.
Попытался снова уехать в США через Дальний Восток, но был арестован в захваченном колчаковцами Омске. После освобождения вернулся в Петроград.
С 1924 года жил в пригороде Петрограда, в учхозе «Рябово» Рябовской волости Шлиссельбургского уезда, работал в соседней деревне Романовка школьным учителем труда по дереву, заведующим клуба и библиотекарем. Здесь Бруно Шёгрен написал своё первое произведение — роман «Pakolaisena» («Беженцы»), повествующий о событиях Гражданской войны в Сибири.
Все его попытки опубликовать роман не увенчались успехом, после чего он переслал рукопись в США, где в 1925 году роман был издан на финском языке одним из рабочих издательств под псевдонимом Лаури Лоуто. Там же, затем, вышли ещё три романа писателя: в 1926 году — «Valkoisen leijonan metsästäjät» («Охотники за белым львом»), в 1927 году — «Kamaran sankarit» («Герои земли»), в 1929 году — «Ikuiset uhritulet» («Вечные жертвенные огни»). Как писал позднее глава Карельской писательской организации Я. Э. Виртанен: «Луото — явление своеобразное среди финских писателей-эмигрантов. Зарубежных читателей в прозе Луото привлекали экзотичность жизненного материала, острый приключенческий сюжет».
Бруно Шёгрен сочувствовал коммунистам и хотя не был членом или кандидатом в члены ВКП(б), по данным 1926 года он являлся представителем партийной ячейки учхоза «Рябово» в педсовете Рябовского финского сельхозтехникума, которым характеризовался «как любитель склок».
В конце 1920-х годов переехал в Петрозаводск, работал сценаристом Финского театра, печатался в газете «Punainen Karjala» («Красная Карелия») и других финноязычных изданиях. В газете «Vapaus» («Свобода») публиковал заметки о жизни ингерманландской деревни и стихи о «красной буре революции». Был принят в кандидаты в члены ВКП(б).
В 1931 году в Лондоне и Петрозаводске вышла пьеса Лаури Луото «Lapualaasia» («Лапуасцы»), написанная сразу после и под впечатлением фашистского путча в Лапуа. В том же году в журнале «Punakantele» («Красное кантеле») вышла его статья «О художественном выражении мыслей», в которой призывал подходил к творчеству с позиции высокого искусства и за которую был подвергнут жёсткой критике со стороны пролетарских писателей — «такое творчество чуждо советским читателям».
В 1932 году вышел 6-й том Литературной энциклопедии под редакцией первого наркома просвещения А. В. Луначарского, одна из статей которого была посвящена Лаури Лоуто. Энциклопедия так характеризовала его творчество:

Финский пролетарский писатель, эмигрировал в СССР… В романах Л. есть идеологические срывы (недооценка руководящей роли пролетариата, преувеличение инициативы крестьянства в ряде местных восстаний). При всей богатой фантазии и фабульном мастерстве произведения Л. недостаточно продуманы. Язык небрежен, пестрит «романтической» вычурностью.

В 1933 году вышли две книги его очерков: о жизни финнов-рыбаков Мурманского побережья и о труде олонецких колхозников, а также вторая пьеса — «Орудия говорят», поставленная на сцене петрозаводского Финского театра и посвящённая событиям революции 1918 года в Финляндии.
В 1935 году Лаури Лоуто, совместно с поэтом Я. Э. Виртаненом, написал пьесу «Господин Мальбрук в поход собрался», о захвате Олонецкой добровольческой армией в 1919 году во время Первой советско-финской войны района Видлицы и высадке десанта Онежской флотилии в ходе Видлицкой операции РККА и РККФ. В том же 1935 году Лаури Луото был арестован в связи с обвинением по статье № 58 УК РСФСР «за контрреволюционную деятельность», но вскоре освобождён.
Началась травля писателя. Ему ставили в вину издание книг в США и нахождение в плену у Колчака. Он остался без работы, бедствовал.
22 декабря 1937 года его арестовали повторно. 27 января 1938 года особой «двойкой» — комиссией из прокурора СССР и наркома НКВД, он был осуждён по статье № 58, части 10 (антисоветская агитация) и 11 (участие в контрреволюционных организациях). Местные власти отправляли обвинительные заключения в Москву «двойкам» на утверждение в виде «альбомов», в которых содержался список лиц и краткое изложение их «преступлений». После возвращении подписанных «альбомов» на места приговоры немедленно приводились в исполнение. Лаури Луото был расстрелян 9 февраля 1938 года в окрестностях Петрозаводска. Реабилитирован 17 мая 1989 года.

## Произведения Лаури Луото
- Pakolaisena: Romaani. — Amerikan suomal. sosialistiset kustannusliikkeet, 1925. — 359 s. — Näköispainos: ntamo, 2016. ISBN 978-952-215-655-6 (Беженцы: Роман)
- Valkoisen leijonan metsästäjät: Romaani. — Wis. Työmies society Kirjapainossa, 1926. — 344 s. (Охотники за белым львом: Роман. Оцифрованная версия)
- Kamaran sankarit: Romaani. — Amerikan Suom. Sosialist. kustannusliikkeiden liitto, 1927. (Герои земли: Роман. Оцифрованная версия)
- Ikuiset uhritulet: Romaani. Superior: Amerikan Suom. Sosialistiset kustannusliikkeiden liitto, 1929. — 364 s. (Вечные жертвенные огни: Роман. Оцифрованная версия)
- Lapualaasia: 2-osainen komedia. Петрозаводск, изд. Кирья, 1931. — 119 с. (Лапуасцы. Комедия в 2-х частях)
- Merkkitulet. Петрозаводск, изд. Кирья, 1931. (Огни: участие в сборнике рассказов пролетарских писателей под редакцией Леа Хело)
- Jäämeri ärjyy. Петрозаводск, изд. Кирья, 1933. — 255 c. (Бушует Северный Ледовитый океан: рассказы)
- Lakeuksien Aunus. Петрозаводск, изд. Кирья, 1933. — 150 с. (Олонецкая равнина: очерки)
- Matkakertomuksia ja kuvauksia. Ленинград, изд. Периодика, 1934. — 254 с. (Путевые рассказы и очерки)[13][14]

## Иллюстрации

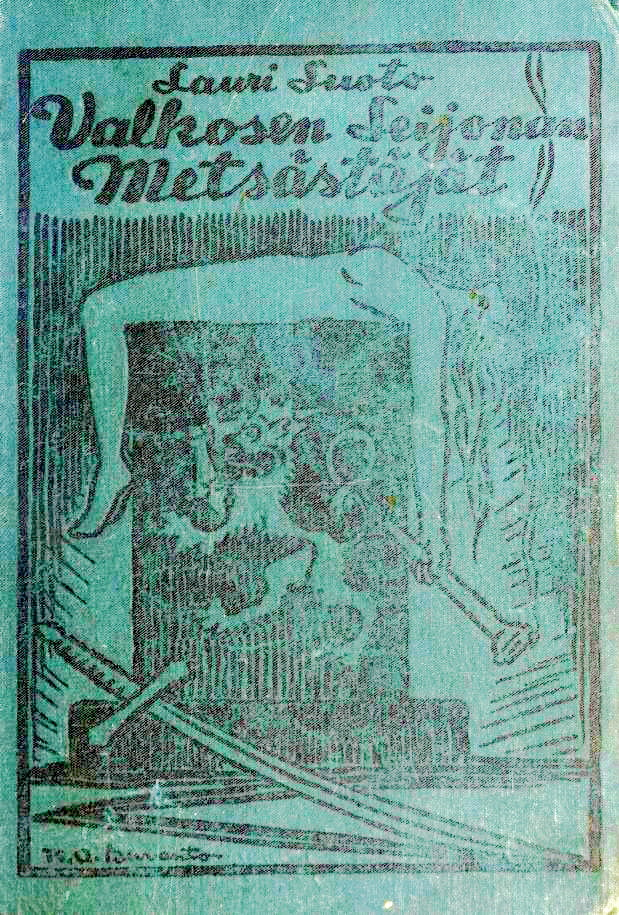
Обложка романа «Охотники за белым львом». 1926 г.
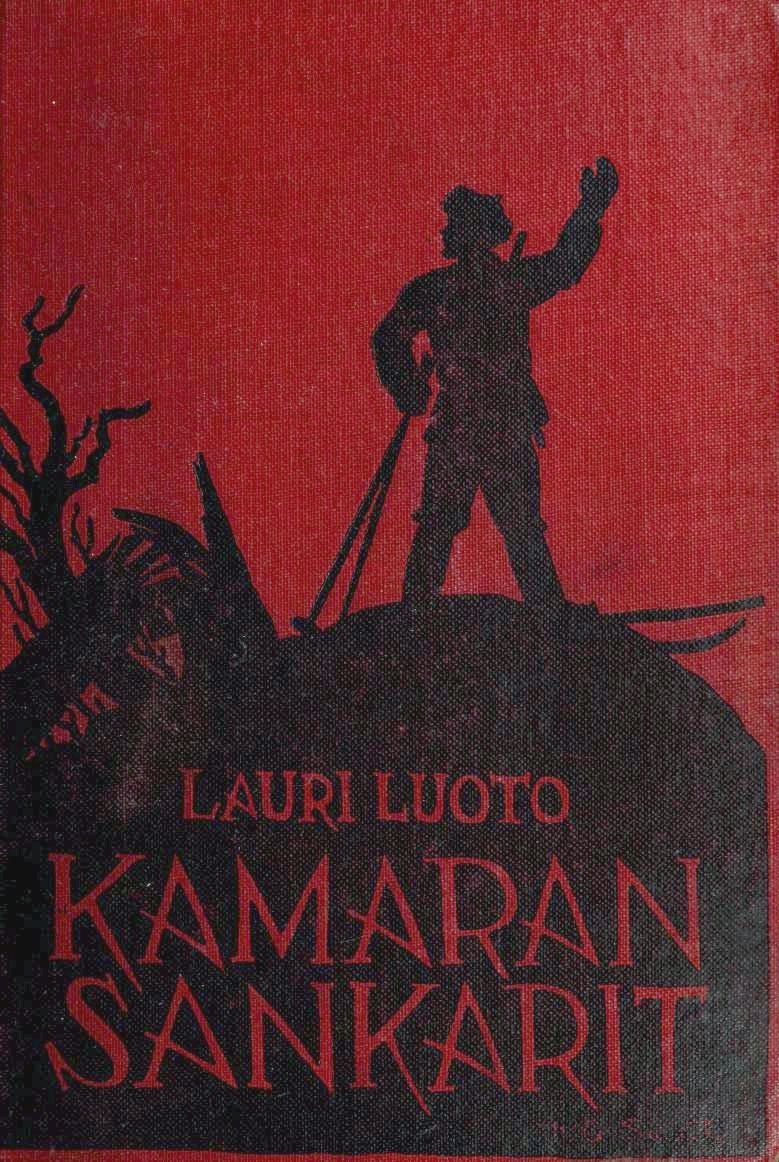
Обложка романа «Герои земли». 1927 г.
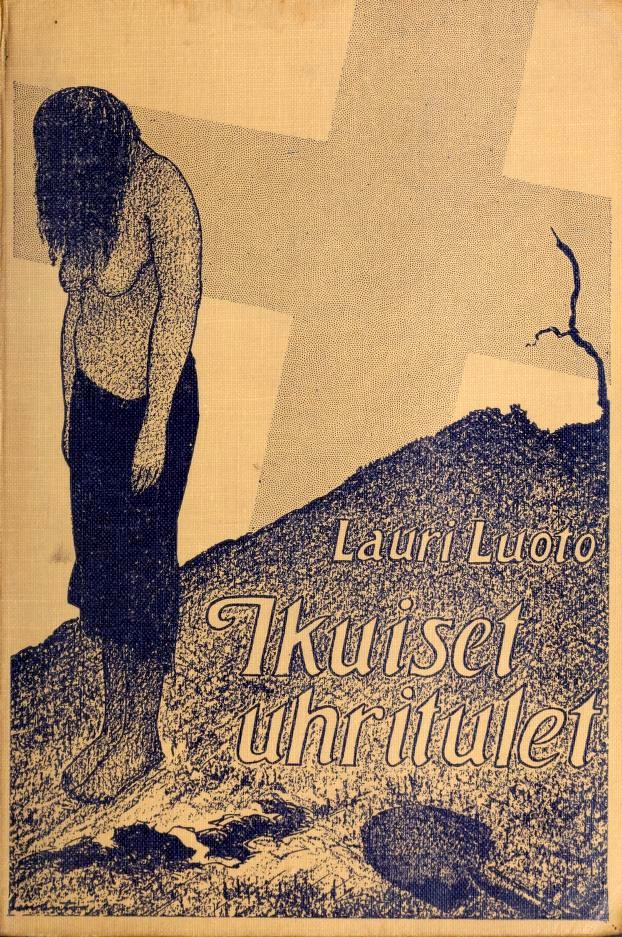
Обложка романа «Вечные жертвенные огни». 1929 г.